# Medgaz

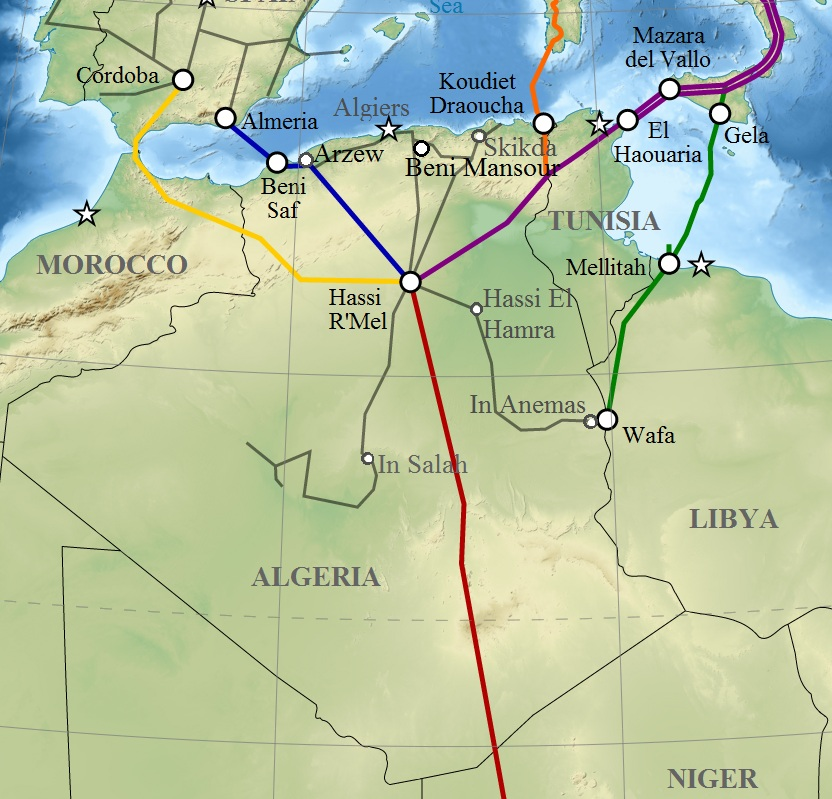
Blau eingezeichnet: Gaspipeline Hassi R’Mel–Almería

Die Medgaz-Pipeline, auch Gaspipeline Hassi R’Mel–Almería genannt, ist eine 757 Kilometer lange Erdgaspipeline, die zwischen dem Erdgasfeld Hassi R’Mel in Algerien und dem spanischen Festland an der Küste von Almería verläuft.

## Geschichte
Die ersten Ideen zum Bau einer direkten Gaspipeline zwischen Algerien und Europa entstanden in den 1970er Jahren. Allerdings verhinderten die technischen Einschränkungen damals den Bau und Betrieb einer Gaspipeline im Tiefwasser.
2001 wurde die Medgaz-Pipeline-Gesellschaft gegründet. Die Machbarkeitsstudie wurde in den Jahren 2002–2003 von der „Sociedad para el Estudio y construir el gasoducto Argelia-Europa, vía España, S.A.“ durchgeführt.
Der Bau begann am 7. März 2008 in Almería. Die Verlegung der Unterseestrecke wurde im Dezember 2008 beendet. Die Pipeline wurde offiziell am 1. März 2011 eröffnet und mit der spanischen weiterführenden Gaspipeline Almería–Albacete verbunden. Die Unterwasserstrecke wurde von „Lloyd’s Register España S.A.“ abgenommen und zertifiziert.

## Technische Daten
Die Länge der algerischen Pipeline die über Land verläuft beträgt 547 Kilometer und der Offshore-Abschnitt, der von der algerischen Küstenstadt Béni Saf bis zum Strand der spanischen Seite von Almería führt ist 210 Kilometer lang, die tiefste Stelle beträgt 2160 Meter. Der Rohrdurchmesser der Landpipeline beträgt 48 Zoll (1220 mm) und die Rohre im Tiefwasser haben einen Durchmesser von 24 Zoll (610 mm). Die Transportmenge beträgt rund 8 Milliarden Kubikmeter Erdgas pro Jahr.
Die Rohre lieferte Nippon Steel und die Verdichteranlage wurde bei Dresser-Rand gebaut. Pipelinelegeschiff war Castoro Sei und als Arbeitsschiff wurde die Saipem 7000 eingesetzt.

## Projektpartner
Geschätzte Gesamtkosten des Projekts wurden mit rund 900 Mio. Euro, einschließlich 630 Mio. Euro für den Offshore-Bereich, genannt.
- Sonatrach (Algerien) – 36 %
- CEPSA (Spanien) – 20 %
- Iberdrola (Spanien) – 20 %
- Endesa (Spanien) – 12 %
- Gaz de France (Frankreich) – 12 %